# Gare d'Ichikawa-Shiohama
La gare d'Ichikawa-Shiohama (市川塩浜駅, Ichikawa-Shiohama-eki) est une gare ferroviaire japonaise de la ville d'Ichikawa, dans la préfecture de Chiba. La gare est gérée par la East Japan Railway Company (JR East).

## Situation ferroviaire
La gare d'Ichikawa-Shiohama est située au point kilométrique (PK) 18,2 de la ligne Keiyō.

## Histoire
La gare a été inaugurée le 1er décembre 1988.

## Service des voyageurs

### Accueil
La gare dispose d'un bâtiment voyageurs, avec guichets, ouvert tous les jours.

### Desserte
- Ligne Keiyō :
  - voie 1 : direction Nishi-Funabashi (interconnexion avec la ligne Musashino) ou Soga
  - voie 2 : direction Maihama et Tokyo